# Нікорник білокрилий
Ніко́рник білокрилий (Apalis chariessa) — вид горобцеподібних птахів родини тамікових (Cisticolidae). Це рідкісний птах, що мешкає в Східній Африці.

## Опис
Довжина птаха становить 15 см. Верхня частина тіла чорна, нижня частина тіла яскрво-жовта, крила білі. Горло біле, відокремлене від жовтих грудей чорним «комірцем». Хвіст довгий, чорний. Самиця має менш яскраве забарвлення, чорний «комірець» у неї відсутній.

## Підвиди
Виділяють два підвиди:
- A. c. chariessa Reichenow, 1879 — Східна Кенія;
- A. c. macphersoni Vincent, 1934 — від Центральної Танзанії до Малаві й Північного Мозамбіку.

## Поширення і екологія
Фрагментовані популяції білокрилих нікорників мешкають на узліссях і галявинах рівнинних і гірських тропічних лісів Кенії, Танзанії, Малаві та Мозамбіку на висоті до 2000 м над рівнем моря. Віддають перевагу лісам Albizia і Newtonia. Живуть у кронах дерев, харчуються на висоті до 35 м над землею.
У Кенії номінативний підвид птаха відомий з лісів нижньої течії річки Тана, однак птах не спостерігався 3 1961 року. В Танзанії білокрилі нікорники живуть у горах Улугуру і Удзунгва. Популяція гір Удзугва є найчисельнішою і нараховує кілька тисяч птахів. Також білокрилі нікорники спостерігалися на горі Чіпероне в Мозамбіку і в малавійських горах Муланьє і Чімулі.

## Збереження
МСОП вважає стан збереження білокрилого нікорника близьким до загрозливого. Популяція птахів, за оцінкою дослідників, нараховує 1500—7000 птахів. Вона дуже фрагментована, а окремі популяції перебувають на межі зникнення. Білокрилим нікорникам загрожує знищення природного середовища.